# George Ogăraru
George Cristian Ogăraru (* 3. Februar 1980 in Bukarest) ist ein ehemaliger rumänischer Fußballspieler. Er bestritt insgesamt 226 Spiele in der rumänischen Liga 1, der niederländischen Eredivisie und der Schweizer Super League. In den Jahren 2005 und 2006 gewann er mit Steaua Bukarest die rumänische Meisterschaft.
Seit Januar 2016 trainiert er die Jugend von Ajax Amsterdam.

## Karriere
Der rechte Außenverteidiger begann seine Karriere im Jahre 1998 bei Steaua Bukarest. In den Saisons 2000/01 und 2001/02 spielte er auf Leihbasis für CSM Reșița bzw. Oțelul Galați. Die folgende Saison spielte er wieder bei Steaua Bukarest. Ab der Saison 2006/07 spielte er für Ajax Amsterdam. Die Saison 2008/09 bestritt er auf Leihbasis für Steaua Bukarest, bevor er zu Ajax zurückkehrte. Im Juli 2010 unterzeichnete er beim FC Sion. Mit dem Klub gewann er in seinem ersten Jahr den Schweizer Cup. In der Saison 2011/12 kam er nur noch in der zweiten Mannschaft der Walliser zum Einsatz, die in der 1. Liga spielte. Im Sommer 2012 beendete er seine aktive Laufbahn.

## Erfolge

### Mit Steaua Bukarest
- Rumänischer Meister:  2004/05, 2005/06
- Rumänischer Supercup-Sieger: 2006
- Rumänischer Pokalsieger: 1998/99
- Halbfinale im UEFA-Pokal: 2005/06

### Mit Ajax Amsterdam
- Niederländischer Pokalsieger: 2006/07
- Niederländischer Supercup-Sieger: 2006 2007
- Niederländischer Vize-Meister: 2006/07, 2007/08

### Mit FC Sion
- Schweizer Pokalsieger: 2010/11